# Buddhismus in Kambodscha

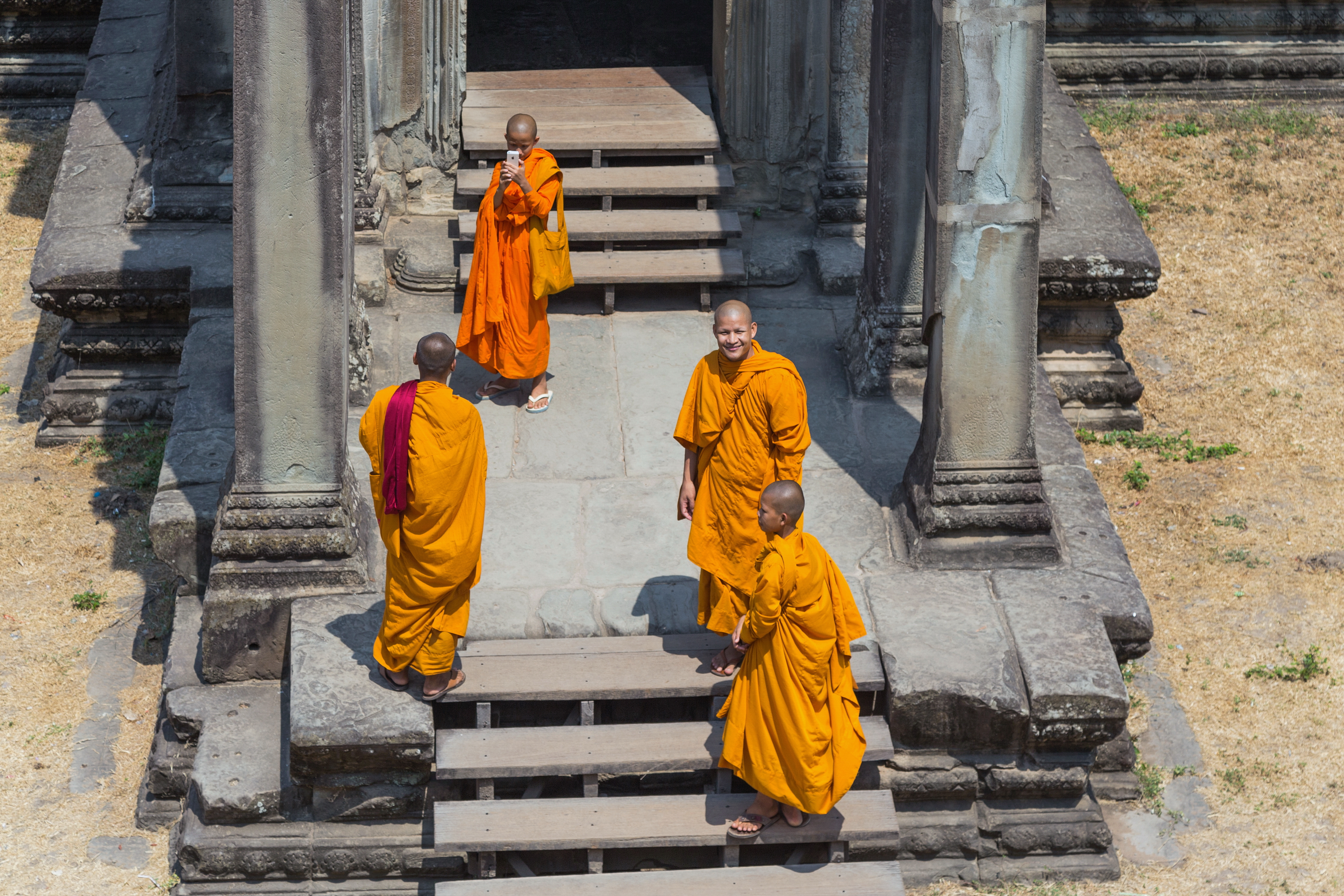
Buddhistische Mönche vor dem Eingang des Haupttempels von Angkor Wat

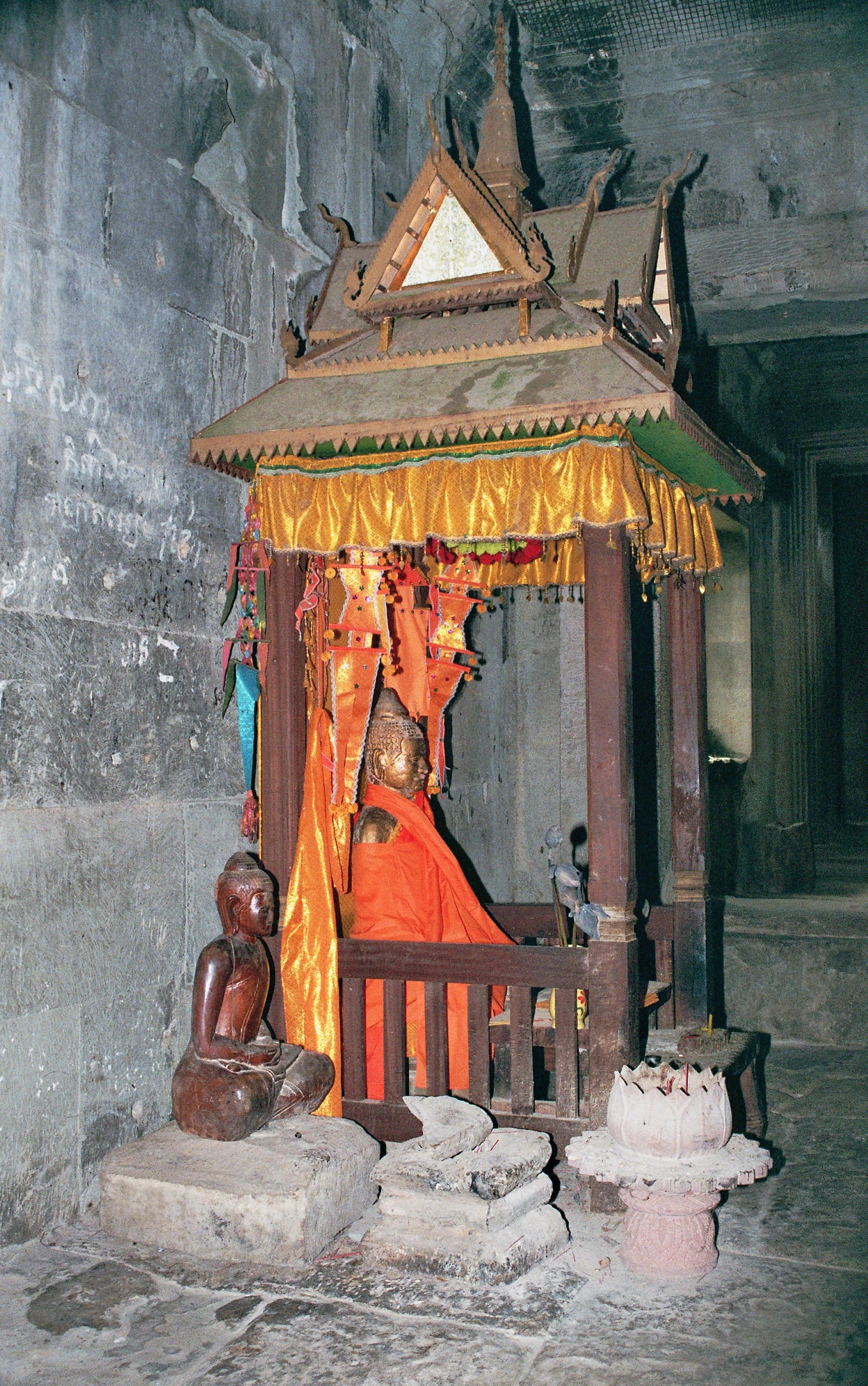
Kleiner buddhistischer Altar im äußeren Wandelgang um den Haupttempel von Angkor Wat, dessen Religionszugehörigkeit im Laufe der Geschichte mehrmals geändert wurde

Der Buddhismus in Kambodscha war in dem Gebiet schon zu Zeiten des Khmer-Großreichs vom 9. bis 15. Jahrhundert präsent.  Als Staatsreligion erfuhr der Mahāyāna am Ende des 12. und zu Beginn des 13. Jahrhunderts unter der Regierung König Jayavarmans VII. höchste Förderung. Sein Nachfahr Srindravarman, der ab 1295 regierte, führte dann die Theravāda-Lehren ein, denen heute geschätzte neunzig Prozent des Volkes anhängen. Doktrin und alltägliche Praxis unterscheiden sich nicht von den vom Therāvada geprägten Nachbarländern Laos bzw. Thailand.
Mahāyana-Tempel findet man fast nur bei der vietnamesischen Bevölkerung im Grenzgebiet oder unter missionierenden chinesischstämmigen Gruppen, wie z. B. im Nonnenkloster Mahā Pana Vihara nahe dem Flughafen von Phnom Penh.

## Moderner Theravāda
König Ang Duong († 1860) wurde 1841 vom siamesischen König Rama III. wieder in Udong inthronisiert. Der dadurch ausgelöste Siamesisch-Vietnamesische Krieg (1841–1845) endete mit der Teilung der Region in Vasallenstaaten beider Mächte, wobei das Königshaus erhalten blieb. Der Herrscher war und blieb Schützer und Förderer des Buddhismus und seiner Institutionen.
Durch Vertragsverhandlungen mit Siam wurde erstmals 1863, dann 1867/8 ein französisches Protektorat über Teile des modernen Kambodschas errichtet. Erst nach den Unruhen 1886 wurde eine zivile französische Kolonialverwaltung eingerichtet. In religiöse Fragen mischte man sich erst nach dem Ersten Weltkrieg ein. Die endgültige Grenzziehung Kambodschas fand 1904–1907 statt.
Thammayut und Mahānikai

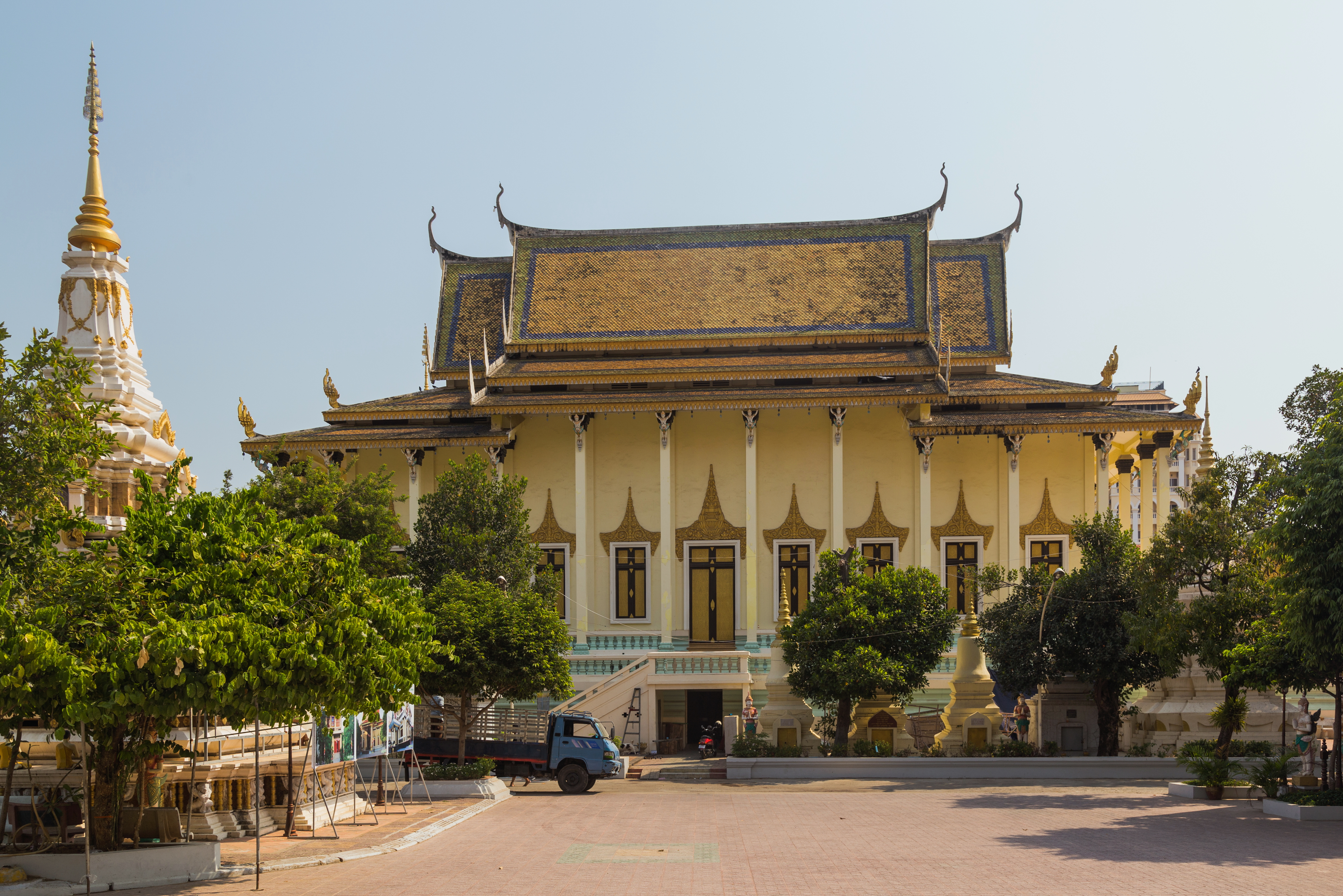
Wat Botum (2016)

Im siamesischen Gefolge des wieder eingesetzten Herrschers befanden sich auch Mönche, die der orthodoxen, damals noch jungen Thammayut-nikai (bzw. Thommayut) angehörten. In Kambodscha von Ang Duong 1855 eingeführt, etablierte König Norodom I. den Hauptsitz im Wat Botum Vatthey (វត្តបុទម) nahe dem Königspalast, wo in den 1930ern auch der Novize Pol Pot Lesen und Schreiben lernte. Die Thammayut fand, dank königlicher Förderung, vor allem in den städtischen Zentren Verbreitung.
Von der Mehrheit der Mönche im Mahānikai (Mohanikay) unterschieden sie sich durch strengere Auslegung des Vinaya, der Art, die Robe zu tragen, sowie dadurch, dass sie allgemein bildungsbeflissener waren und viele Anhänger sich zu Studienzwecken nach Thailand begaben. In Kambodscha gehörten etwa drei Prozent der Mönche zu dieser Schule thailändischen Vorbilds. Für jede der beiden Gruppen gab es einen Sangharaja (សម្តេចព្រះសង្ឃរាជ; „Patriarch“), den der König ernannte.
Traditionell erfolgte eine Streitschlichtung innerhalb der Sangha auf erster Ebene durch den Mekon, d. h. den obersten Mönch eines sogenannten Verwaltungsbezirks; dann einen geistlichen Gerichtshof, dem die Sektenpatriarchen und einige gelehrte Mönche angehörten. Das letzte Wort hatte im Zweifelsfall der Herrscher.

### 19. Jahrhundert
Die Dorftempel erfüllten, wie in Thailand, gewisse soziale Funktionen und waren Dreh- und Angelpunkt für moralische Fragen. Vor Einrichtung eines westlichen Bildungssystems Anfang der 1930er waren es die einzigen Orte, an denen Knaben (rudimentäre) Bildung vermittelt wurde. Meist sollte der Erstgeborene längere Zeit (oder dauerhaft) ordiniert bleiben. Die Mönche betätigen sich auch als Wahrsager.
Viel verehrt werden auch Geister und die „Witwe Penh“, nach der der Tempel Wat Phnom Don Penh und die darum entstandene Hauptstadt benannt ist. Es gibt „weißgewandige“ Nonnen (Dounji), die nur den zehn großen Geboten folgen.
Thammayut zur Kolonialzeit
Die Thammayut-Schule stieß auf Widerstand bei den restlichen Mönchen und später auch bei den Kolonialherren, denn man hielt weiter sehr engen Kontakte zur thailändischen Thammayut. Sie wurde daher als Agent des Nachbarstaats gesehen, zu dem die politischen Beziehungen schwierig waren. Die Franzosen standen den wandernden Mönchen seit dem Sturz der absoluten Monarchie im Nachbarland und während des Französisch-Thailändischen Kriegs (1940/41) misstrauisch gegenüber. Die Gründung der königlichen Bibliothek und einer Pāli-Schule sollte die Notwendigkeit der Wanderungen zu Bildungszwecken und dadurch den siamesischen Einfluss verringern. (Bis zum Verbot 1940 wurden in Thailand besonders religiöse Werke auch im Khmer-Alphabet niedergeschrieben.)
Sowohl 1918 als auch am 31. August 1929 ergingen Verordnungen, die verhindern sollten, dass Mönche (vor allem der Thammayut) von der „wahren Lehre“ – ohne Genehmigung des Königs – abwichen. Die Herausgabe eines verbindlichen Khmer-Tripitaka ab 1929 ist in diesem Lichte zu sehen.
Im Jahre 1937 hatte die Thammayut 87 Tempel mit 1500 Mönchen, demgegenüber gehörten zur Mehrheitsschule rund 2500 Tempel mit gut sechzigtausend Mönchen.
Während der Zeit der Vichy-freundlichen Verwaltung 1940–45 schränkte man zwar die Rechte des Königs ein, ihm blieb aber u. a. die Ernennung der geistlichen Führer. Auch sahen die Kolonialherren in der Stärkung des „einheimischen“ Buddhismus die Möglichkeit, dem siamesischen Irredentismus etwas entgegenzusetzen. Am 20. Juli 1942 kam es dann auch zu einer nationalistischen, die Unabhängigkeit fordernden Demonstration von Mönchen in Phnom Penh.

### Unabhängiges Kambodscha

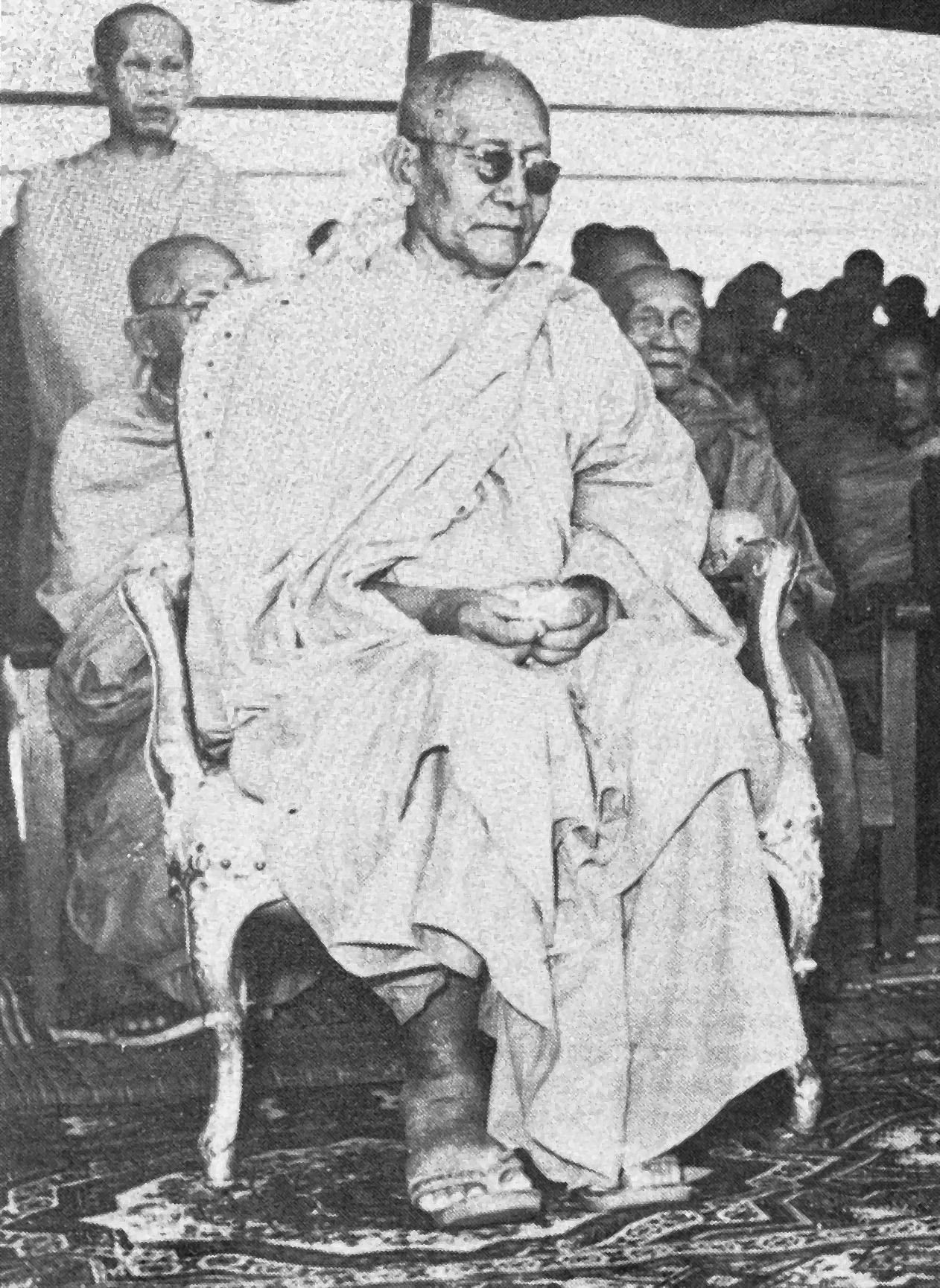
Jhotañano Chuon Nath, Mahānikai-Patriarch (1961). Er stand der Sekte seit 1948 vor

In der von Norodom Sihanouk am 6. Mai 1947 oktroyierten Verfassung wurde der Buddhismus als Staatsreligion bestimmt, gleichzeitig wurde jedoch Glaubensfreiheit garantiert. Im selben Jahr ordinierte der König für einige Zeit. Nominell stand er bis 1970 der Sangha vor.
Die 1952 gegründete Buddhistenorganisation (frz.: Association des Bouddhistes) hatte Ende 1961 10.756 Mitglieder und gab ein eigenes Hausblatt heraus.
1961 hatte die Mahānikai ca. 52.000 Ordinierte in etwa 2700 Tempeln. Die Thammayut verfügte über einhundert Tempel mit 1460 Mönchen. Sie wuchs im folgenden Jahrzehnt rasch auf 2800 Mitglieder in 320 Tempeln. Letzteres hatte eine Ursache darin, dass während des geheimen Krieges im östlichen Kambodscha weite Teile des Landes durch Terror-Luftangriffe der US Air Force verwüstet wurden. Dadurch erhielten auch die im kambodschanischen Bürgerkrieg aktiven linken Befreiungskämpfer Auftrieb, was die Kämpfe noch mehr anheizte. Ausgebombte Landflüchtige zogen oft in Städte, wo wie erwähnt die Thammayut stärker präsent war. Der von der CIA getragene Putsch von Lon Nol und Sirik Matak 1970 führte zu einer Ausweitung des (Bürger)kriegs und Verschlechterung der Lage im ländlichen Raum.
In Kambodscha blieb vor 1975 die Verwaltung für Mahānikai und Thammayut getrennt. Erstere hatte in ihrem Vorstand 35 Mitglieder, letztere 21. Beide Gruppen haben elf geistliche Ränge. Die unteren sieben heißen zusammen thananukram, die vier oberen, aus deren Angehörigen sich die Vorstände zusammensetzten rajagana.
6. World Buddhist Congress, 1961
Der für das Land prestigeträchtige sechste Kongress der World Fellowship of Buddhists wurde vom 14. bis 22. November 1961 in Phnom Penh im neuerbauten Salle de Conférence Chaktomuk (សាលសន្និសីទ) abgehalten. Seit dem von der CIA 
orchestrierten Putsch des Sarit Thanarat in Bangkok, wo die Organisation ihren Sitz hat, wurde sie immer mehr für den antikommunistischen Kampf politisiert. Die Delegation der chinesischen buddhistischen Vereinigung, geleitet von Zhào Pǔchū (趙朴初,  Chao P’u-ch’u; 1907–2000) und Sherab Gyatsho (喜饒嘉措; * 1884–1968; W.-G: Hsijao Chia-ts’o), reiste unter Protest vorzeitig ab.
Krankenhaus
Die Association d’assistance médicale Preah moha Ksatryani, gegründet 1949 unter der Schirmherrschaft Seiner Majestät, förderte den Bau des Krankenhauses Preah Kossamak (benannt nach der Königin) zur medizinischen Versorgung von Mönchen. Die Einweihung des Hauses mit 150 Betten war im Februar 1956. Dem Förderverein gehörten 1962 knapp 11.000 Mitglieder an. Seit der Wiedereröffnung und Renovierung ab 1979 ist es ein allgemeines Krankenhaus.

### Demokratisches Kampuchea
Am 17. April 1975 wurden die buddhistischen Organisationen aufgelöst. Entgegen der landläufigen Meinung, die Khmer Rouge hätten nach der Befreiung gezielt die meisten Mönche ermordet, wurde durch Studien seit 1999 gezeigt, dass nur führende Köpfe gezielt verhaftet wurden. Der Masse der Mönche wurde allerdings durch die rapide Umgestaltung der Gesellschaft die Lebensgrundlage entzogen, da kaum noch Nahrungsmittelspenden flossen. Sie mussten dann zwangsläufig die Robe ablegen. Ihre Sterblichkeitsrate war danach nicht höher als in der Gesamtbevölkerung. Es gab 
auch zu dieser Zeit eine Gruppe von zwanzig Ordinierten, die regierungsseitig unterstützt wurden.

### Volksrepublik Kampuchea und monarchische Restauration
Im September 1979 reordinierte man sieben Mönche im Wat Unnalom (វត្តឧណ្ណាលោម), die sich in den Folgejahren dem Wiederaufbau der Sangha widmeten. Es wird geschätzt, dass zu diesem Zeitpunkt um 3000 Mönche überlebt hatten, die teilweise erst neuordiniert werden mussten. Anfangs war nur die Ordination von Männern über 50 Jahre gestattet. Rund 700 Tempel, von den ursprünglich 3600, wurden in den Folgejahren saniert. Die buddhistischen Feiertage und Tempelfeste wurden seit etwa 1985 wieder uneingeschränkt begangen.
Die Trennung in die beiden Sekten sollte 1981 mit der Gründung der Braḥ saṅgh raṇasirsa unter ihrem Präsidenten Tep Vong (ទេព វង្ស, * 1932) aufgehoben werden, was aber letztendlich 1991 scheiterte. Erst 1993 schuf Prinz Sihanouk endgültig wieder die rechtlichen Grundlagen für eine eigenständige Thammayut. Deren Leitung übernahm, als siebter Patriarch seit der Gründung, der im französischen Exil lebende Bour Kry (* 1945). Er hatte 1977 in Paris die Association Bouddhique Khmère ins Leben gerufen. In Créteil bei Paris gründete er 1980 den Wat Khemararam als geistliches Zentrum.
Von den rund viertausend bestehenden Tempeln zählten 2006 rund 150 zur Thammayut. In den 1990ern schätzte man wieder rund fünfzigtausend dauerhaft Ordinierte, dazu kommen, besonders zur Regenzeit, bis zu vierzigtausend Kurzzeitordinierte oder Novizen (unter 20). Seit etwa 2000 ist es, wie in vielen anderen Teilen der Welt, häufiger geworden, aus dem Fehlverhalten einzelner schwarzer Schafe „Skandale“ zu konstruieren, die in den Medien weidlich ausgeschlachtet werden. Die Zahl der Mönche, 2003 zählte man 34.000, fällt seit dem Beginn des wirtschaftlichen Aufschwungs Ende der 1990er kontinuierlich, da mehr Kambodschaner dem Kleśa der Habgier im Rahmen einer kapitalistischen Wirtschaftsordnung verfallen.
Zwar wurde Tep Vong 2006 zum „obersten Patriarchen Kambodschas“ ernannt, dies war die erste Ernennung in diesen Rang seit 150 Jahren. Bour Kry steht als eigener Patriarch weiter der Thammayut vor. Die Mahānikai führt seit 2006 Non Nget. Beiden sichert die Verfassung von 1993 einen Sitz im Thronrat zu, der den König wählt. Politisch steht Tep Vong dem Premier Hun Sen nahe, wohingegen Bour Kry der geistliche Mentor für König Norodom Sihamoni war.
Synoden
Ein Mal jährlich versammeln sich rund achthundert führende kambodschanische Mönche zum Gedankenaustausch. In den letzten Jahren stritt man über die Frage, ob Mönche politisch aktiv sein dürfen oder nicht bzw. inwieweit es sinnvoll ist, wenn sie ihr Wahlrecht ausüben. Tep Vong, der selbst in den 1980ern in der Regierung der Volksrepublik Kampuchea war, fordert die Abschaffung ihres Wahlrechts.
Buddhistische Liberal-Demokratische Partei
Von 1992 bis 1997 gab es eine Buddhistische Liberal-Demokratische Partei (គណបក្សប្រជាធិបតេយ្យសេរីនិយមព្រះពុទ្ធសាសនា), die vom Premierminister Son Sann gegründet worden war. Der Generalsekretär war Kem Sokha. Als konservative Kraft war man nach der Wahl 1993 mit zehn Parlamentssitzen an der damaligen Regierungskoalition beteiligt. 1997 kam es nach Streit mit Ieng Mouly zur Spaltung. Bei der Wahl 1998 erreichten die beiden Flügel keine Sitze mehr.

### Bildungsstätten

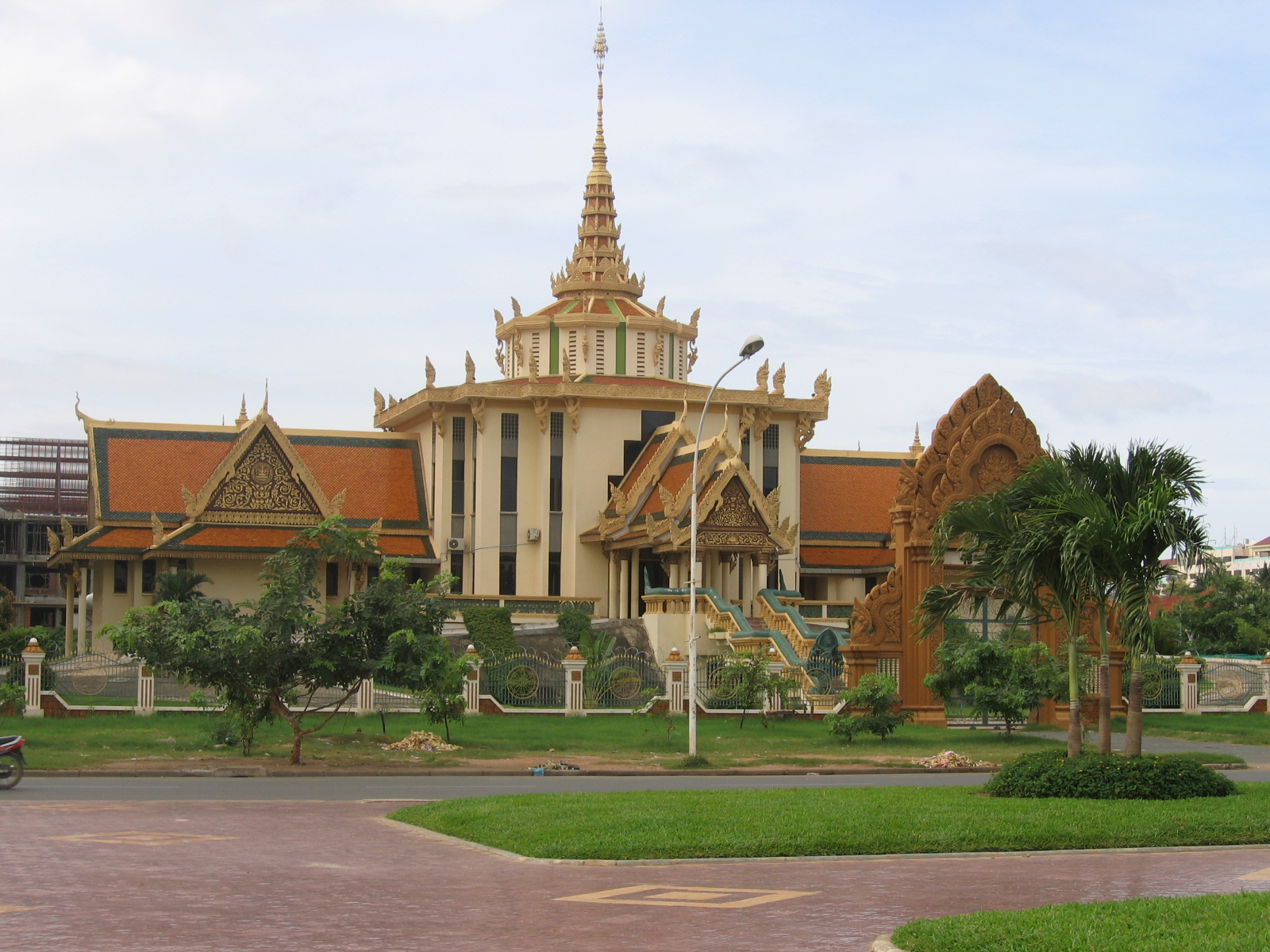
Neubau des Buddhistischen Instituts (2005)

Seit 1933 bestanden Pāli-Grundschulen, die in drei Jahren (4.–6. Jahrgangsstufe) elementare Grundkenntnisse vermittelten. Danach konnten Mönche gegebenenfalls auf ein Lycée wechseln. Seit 1955 wurden die Schulen vom Religionsministerium überwacht. Der Direktor des Lycée Preah Suramarith war zugleich Generalinspekteur des buddhistischen Schulwesens. Insgesamt organisierte man bis 1962 rund sechshundert Grundschulen, in denen 830 Mönchs-Lehrer über zehntausend Schüler, meist Novizen, unterrichteten. Im Schuljahr 1969/70 besuchten 27.000 Schüler die Grund- und 1328 die Sekundarschulen.
- Das Lycée Preah Suramarith wurde 1955 eingerichtet. Im ersten Jahr gab es neun Klassen mit 57 Schülern. In vier Jahren lernte man neben den Klerikersprachen Pāli und Sanskrit auch Khmer und Fächer des weltlichen Lebens. Ein Förderverein mit 1961 dreitausend Mitgliedern unterstützte es. Zu dieser Zeit gab es hier 680 Schüler in dreizehn Klassen.

- Die Hochschule Preah Sihamoni Raja, 1959 gegründet, besteht im Komplex des Wat Svay Popè (វត្ត ស្វាយ ពពែ; Phnom Penh). Im ersten Jahr schrieben sich 107 Studenten ein. Ihre Zahl stieg bis 1969/70 auf 176. Im Tempel befindet sich auch heute wieder eine Sekundarschule, an der Pāli gelehrt wird.

- König Sisowath Monivong stieß 1921 die Gründung eines buddhistischen Instituts an, das man 1925 in Preah Raj Bannalai umbenannte. Zunächst untergebracht war man im Wat Unnalom. Erste Direktorin war Suzanne Karpeles, 1923 abgestellt vom EFEO. Als eine der fünfzehn Juden in der Kolonie wurde sie 1940 von ihrer Stellung entbunden.[3] Das Buddhasāsanapaṇḍity wurde 1954 mit der buddhistischen Hochschule vereinigt. Man forscht auch ganz allgemein zu kambodschanischer Literatur, Kunst und Folklore (Commission des Mœurs et Coutumes, gegr. 1941, Leiterin Eveline Poree-Maspero bis 1945). Das Institut war 1975 bis 1993 geschlossen. Das seit 1926 erscheinende Hausmagazin Kampuchea Sopheak (កម្ពុជសុរិយា) steht auf wikisource online zur Verfügung.

- Die Tripitaka-Kommission, angeschlossen der 1925 gegründeten Nationalbibliothek, hatte bei ihrer Gründung 1929 den Auftrag, den gesamten Pāli-Kanon ins Kambodschanische zu übersetzen (Sisowath behielt sich das Recht vor, die Übersetzungen zu korrigieren).[3] Die entsprechende Ausgabe, Braḥ Traipiṭ, in 110 Bänden war 1969 komplett. Seitdem gibt man Kommentarliteratur u. ä. heraus.

- Als höhere buddhistische Bildungsanstalt gründete die Thammayut im Dorf Chambâk (ចំបក់), etwa 45 km südlich von Phnom Penh, das Preah Sihanouk Dhammadhiraj.